# Elias de Barjols
Elias de Barjols (fl....1191-1230...) fou un trobador occità. Se'n conserven quinze composicions.

## Vida

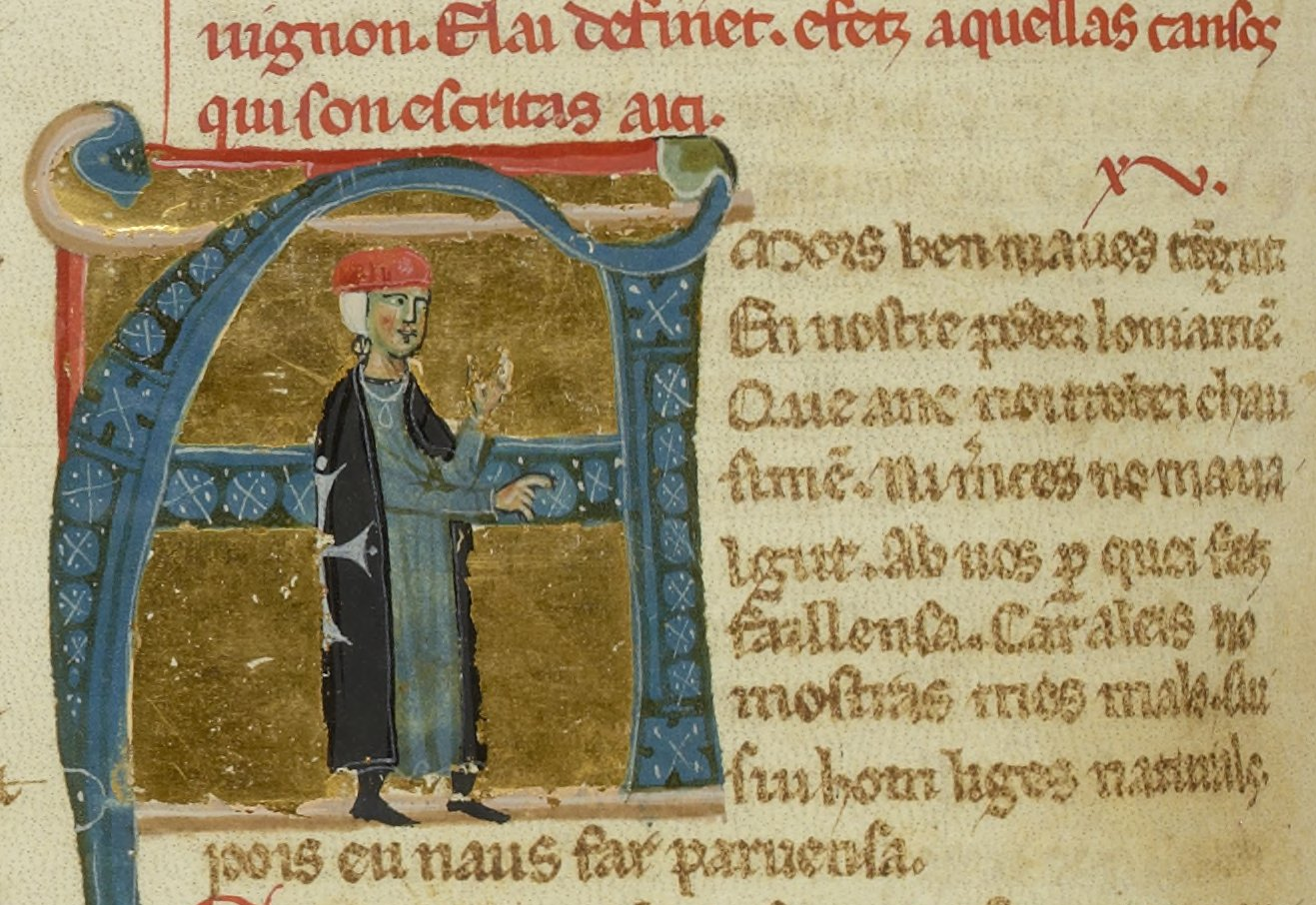
BnF ms. 854 fol. 130v, cançoner I

No es conserven referències a aquest personatge en documents d'arxiu. La vida diu que era de l'Agenès, d'un castell anomenat Perols, que no ha estat identificat amb seguretat. La vida continua explicant que es feu joglar i anava amb un altre joglar anomenat Oliver i que Alfons II de Provença els acollí a la seva cort i els donà mullers i terres a Barjols. I que s'enamorà de la comtessa Garsenda quan el comte morí a Sicília i que li dedicà les seves cançons i que, quan ella morí, es retirà a l'Hospital de Sant Benet d'Avinyó, on morí.
Efectivament, dues cançons d'Elias de Barjols van dirigides a Garsenda i, en altres dedicatòries, consten moltes relacions amb trobadors i senyors del seu temps. La cançó Belhs Guazanhs s'ha datat de 1191, encara que aquesta datació és discutida. La darrera peça datable és de 1230, cosa que dona una producció poètica estesa en el temps.
La peça més coneguda potser és Belhs Guazanhs, s'a vos plazia (132,5) on, a imitació d'una poesia de Bertran de Born (PC 80,12 Domna, puois de me no·us chal), Elias escull la millor qualitat de cada cavaller per crear el cavaller perfecte. Els provençalistes l'anomenen la cançó del cavalher soissebut, prenent l'adjectiu de Bertran de Born (dama soissebuda = "imaginada, artificial"). S'hi han identificat, entre els cavallers esmentats, Robert IV (delfí d'Alvèrnia), Raimon de Miraval, Pons de Capduelh, Bertran de la Tor i possiblement Eble V de Ventadorn (el marit de Maria de Ventadorn) i Aimar V de Llemotges.

## Obra
Es conserven un total de quinze composicions d'Elias de Barjols.

### Cansos
- (132,1)[4] Amors, ben m'avetz tengut
- (132,2) Amors, be·m platz e·m sap bo
- (132,3) Amors, que vos ai forfag
- (132,4) Ben deu hom son bon senhor
- (132,4a) Ben fui conoyssens a mon dan
- (132,5) Belhs-Guazanhs, s'a vos plazia
- (132,6) Bon' aventura don Dieus
- (132,7) Car compri vostras beutatz
- (132,8) Mas comiat ai de far chanso
- (132,9) Morir pogr' ieu, si·m volgues
- (132,10) Pus la belha que·m fai doler
- (132,11) Pus vey que nulh pro no·m te

### Partimen
- (132,7a) En Jaufreset, si Dieu joi vos aduga

### Descort
- (132,12) Si·l belha·m tengues per sieu
- (132,13) Una valenta

### Edició
- Stanislas Stronski, Le troubadour Elias de Barjols, Tolosa, 1906
- Giorgio Barachini (ed.), Il trovatore Elias de Barjols. Roma, Edizioni Nuova Cultura, 2015

### Repertoris
- Guido Favati (editor), Le biografie trovadoriche, testi provenzali dei secc. XIII e XIV, Bologna, Palmaverde, 1961, pàg. 304
- Alfred Pillet / Henry Carstens, Bibliographie der Troubadours von Dr. Alfred Pillet […] ergänzt, weitergeführt und herausgegeben von Dr. Henry Carstens. Halle : Niemeyer, 1933 [Elias de Barjols és el número PC 132]
- Martí de Riquer, Vidas y retratos de trovadores. Textos y miniaturas del siglo XIII, Barcelona, Círculo de Lectores, 1995 p. 104-106 [Reproducció de la vida, amb traducció a l'espanyol, i miniatures dels cançoners I i K]